# Eupithecia costipicta
Eupithecia costipicta là một loài bướm đêm trong họ Geometridae.